# George du Maurier
Pour les articles homonymes, voir Du Maurier.
George Louis Palmella Busson du Maurier, né le 6 mars 1834 à Paris et mort le 8 octobre 1896 à Hampstead (Londres, Royaume-Uni), est un écrivain et illustrateur britannique, né français. Il a notamment écrit les romans Peter Ibbetson et Trilby (ce dernier fait apparaître le personnage de Svengali).

## Biographie

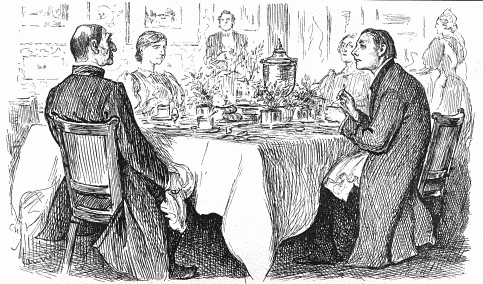
True Humility de George du Maurier.
Dessin paru dans Punch en novembre 1895.

### Ascendance
George du Maurier croyait que son grand-père paternel était un aristocrate qui avait émigré en Angleterre en 1789, fuyant la France révolutionnaire en abandonnant de vastes domaines en France. En réalité, Mathurin-Robert Busson, né à Coudrecieux (Sarthe), souffleur de verre de son état et spéculateur amateur, avait dû s’enfuir pour échapper à des accusations de fraude,. En 1802, après avoir ajouté « du Maurier » à son nom de famille, il était retourné en France où il avait abandonné femme et enfants de son premier mariage. Le Maurier était le nom du lieu-dit situé près du Château de Chérigny à Chenu (Sarthe) dans lequel se trouvait une verrerie, où Mathurin-Robert et sa première épouse s'étaient installés après leur mariage.
L'un des enfants de Mathurin-Robert Busson et de sa seconde épouse Marie-Françoise Bruère, Louis-Mathurin Busson du Maurier, né à Londres en 1797, eut pour fils George du Maurier avec Ellen Jocelyn Clarke, fille de Mary Anne Clarke, courtisane de la Régence anglaise.

### Jeunesse
En 1851, George est étudiant en chimie à l'University College de Londres. Après avoir étudié les beaux-arts à Paris dans l'atelier de Charles Gleyre, qu'il décrit dans son roman Trilby, George part pour Anvers, où il perd l'usage de l’œil gauche, ce qui l'oblige à renoncer à sa vocation de peintre. Alors qu'il se trouve à Düsseldorf pour consulter un ophtalmologue, il rencontre Emma Wightwick, qu'il épouse à Londres en 1863.

### Carrière
Devenu collaborateur du magazine satirique Punch en 1865, il y dessine deux caricatures par semaine. Sa plus célèbre caricature, intitulée True Humility (« La vraie humilité »), est à l'origine d'une expression devenue proverbiale en anglais, « It's like the curate's egg » (« C'est comme l'œuf de vicaire »), qui peut se traduire par « Il y a du bon et du mauvais. » C'est l'histoire d'un vicaire invité à prendre son petit déjeuner chez l'évêque, lequel s'écrie soudain : « Oh, mais on vous a donné un œuf pourri ! » Ce à quoi le vicaire répond : « Mais pas du tout ! Certaines parties sont très bonnes. »
En 1878, croyant illustrer une nouvelle invention d'Edison, le téléphonoscope (une invention littéraire qui est l'ancêtre de la télévision et de la visiophonie), George du Maurier représente l'image futuriste et visionnaire d'un couple de parents qui, assis dans le salon de leur domicile londonien, regardent leur fille jouer au tennis à l'autre bout de la Terre et dialoguent avec elle.
Sa vue se détériorant, George du Maurier est contraint de quitter Punch en 1891. Il s'installe à Hampstead (Londres) où, encouragé notamment par Henry James, il se met à écrire.
Il meurt peu après, en 1896. Il est inhumé au cimetière Saint-John (en) de la paroisse de Hampstead.
George du Maurier est très présent, en tant que son meilleur ami, dans le roman de David Lodge consacré à Henry James, Author, Author.
George du Maurier est le père de l'acteur Gerald du Maurier et le grand-père de Daphne du Maurier ainsi que des fils de Sylvia Llewelyn Davies, qui inspirèrent le roman Peter Pan de J. M. Barrie.

## Œuvre

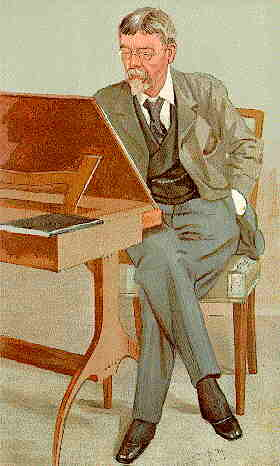
Portrait de George du Maurier par Leslie Ward.

George du Maurier est l'auteur de trois romans, illustrés par ses soins, qui mêlent le réel au merveilleux :
- 1891 : Peter Ibbetson (publié en France en 1944 aux éditions du Globe, traduction de Lucienne Escoube, réédition 2005 L'Or des fous éditeur, notice n° : FRBNF40095299, puis en 1946 chez Gallimard, traduit par Raymond Queneau[9] ; Nouvelle édition sous le même titre, traduit par Lucienne Escoube et Jacques Collard, L'Arbre vengeur, 2020)
- 1894 : Trilby (publié en France en 1985)[10]
Trilby, raconte l'histoire d'une modèle pour artistes très pauvre, qui, sous l'influence hypnotique de Svengali, un musicien génial et maléfique, entre en transe et devient momentanément une chanteuse de talent. Le roman connut un succès tel qu'il donna son nom à divers produits, en particulier à un chapeau, le « trilby », inventé à l'occasion d'une adaptation du roman pour la scène. L'intrigue de Trilby inspira en partie Le Fantôme de l'Opéra de Gaston Leroux. Il y caricature également, sous les traits de Joe Sibley, son ancien ami peintre Whistler, qui menaça de lui faire un procès[11].

- 1897 : Le Martien

## Adaptations cinématographiques
- 1912 : Trilby, film autrichien de Luise Kolm et Jakob Fleck.
- 1914 : Svengali, film autrichien de Luise Kolm et Jakob Fleck, reprise du Trilby de 1912 (d'après Walter Fritz, Im Kino erlebe ich die Welt, Wien - München, Verlag Christian Brandstätter, 1996, 308 p., p. 62-63).
- 1921 : Forever, film américain réalisé par George Fitzmaurice d'après Peter Ibbetson.
- 1931 : Svengali d'Archie Mayo, d'après Trilby.
- 1935 : Peter Ibbetson, film américain d'Henry Hathaway.